# Cichlopsis leucogenys leucogenys
Cichlopsis leucogenys leucogenys is een zangvogel uit de familie Turdidae (lijsters). Deze ondersoort wordt door BirdLife International beschouwd als een met uitsterven bedreigde vogelsoort in Brazilië.

## Kenmerken
De vogel ias 20 tot 21 cm lang. Het is een onopvallende lijsterachtige, overwegend roodbruin gekleurd. Op de borst warm, kaneelkleurig bruin, geleidelijk naar de buik toe bleker van kleur tot licht grijsbruin. De ondervleugelveren zijn licht. De poten zijn dof geelbruin, de snavel is tweekleurig, de bovensnavel is zwart en de ondersnavel is geel.

## Verspreiding en leefgebied
Cichlopsis leucogenys leucogenys komt voor in oostelijk Brazilië aan de oostkust in de deelstaten Bahia en Espírito Santo. De leefgebieden liggen in vochtig montaan regenwoud waar de vogel zich ophoudt in dichte ondergroei.

## Status
Deze ondersoort heeft een beperkt verspreidingsgebied en daardoor is de kans op uitsterven aanwezig. De grootte van de populatie werd in 2016 door BirdLife International geschat op 1000 tot 2500 individuen en de populatie-aantallen nemen af door habitatverlies. Het leefgebied wordt aangetast door ontbossing waarbij natuurlijk bos wordt omgezet in gebied voor agrarisch gebruik noodzakelijk voor de in aantal toenemende bevolking. Om deze redenen staat deze soort als bedreigd op de Rode Lijst van de IUCN.